# Danna Pesántez
Danna Melissa Pesántez Carmona (Cuenca, Azuay, Ecuador; 29 de agosto de 2003) es una futbolista ecuatoriana. Juega de defensora y mediocampista en UAI Urquiza de la Primera División A de Argentina. Es internacional con la Selección de Ecuador.

## Trayectoria

### Inicios
Comenzó su trayectoria futbolística en el año 2018 jugando para el equipo de la Universidad Politécnica Salesiana conocido como Carneras UPS. Luego de un breve paso por El Nacional, en febrero de 2021 retorna a Carneras donde permanece hasta el año 2022.

### UAI Urquiza
En agosto de 2022 se confirma su llegada a Argentina para vestir los colores de El Furgonero. Ese mismo mes debutó oficialmente. Con UAI Urquiza fue subcampeona del Primer Torneo 2023.

## Selección nacional
Desde 2022 es internacional con la Selección de Ecuador, también tuvo pasos por el seleccionado Sub-20.

## Estadísticas

### Clubes
| Club         | País      | Año         |
| ------------ | --------- | ----------- |
| Carneras UPS | Ecuador   | 2018 - 2020 |
| El Nacional  | Ecuador   | 2020 - 2021 |
| Carneras UPS | Ecuador   | 2021 - 2022 |
| UAI Urquiza  | Argentina | 2022 - 2023 |